# Opieszyn
Opieszyn – dawna wieś, obecnie część Wrześni i ulica o takiej samej nazwie. Dawna siedziba właścicieli Wrześni. 

## Historia
Początki wsi dworskiej Opieszyn sięgają prawdopodobnie czasów kształtowania się własności rycerskiej, jednak najstarsza wzmianka o Opieszynie pochodzi z 1472. Istnienie w tym miejscu rezydencji dziedziców dóbr wrzesińskich potwierdził opis w Liber beneficjorum Jana Łaskiego, dokonany w 1521. Września wraz z Opieszynem, stanowiącym siedzibę właścicieli tego niegdyś prywatnego miasta, a potem właścicieli już tylko dóbr wrzesińskich, ma wspólną historię. W 1256 była wsią rycerską. W 1357 stała się prywatnym miastem. Od XIII do XVI wieku własność Porajów Wrzesińskich, w latach 1619–1694 Działyńskich, 1694–1721 Macieja Niegolewskiego, 1721–1756 Gniazdowskich. W XVIII i XIX wieku własność Ponińskich. Wniesiony w posagu przez Helenę z Ponińskich, zamężną z Edwardem Mycielskim (1865–1939), przeszła na własność Mycielskich. W 1926 dobra wrzesińskie liczyły ponad 3300 hektarów i miały gorzelnię.

## Położenie
Opieszyn leży w południowym części centrum miasta. Obejmuje dawne założenie pałacowo-parkowe: pałac oraz obecny park miejski im. Dzieci Wrzesińskich z amfiteatrem im. Anny Jantar, budynkiem Wrzesińskiego Ośrodka Kultury oraz pomnikiem Marii Konopnickiej.
Na terenie wsi, w okolicy skrzyżowania współczesnych ulic Chopina i Moniuszki, w latach 1521–1791 funkcjonował Kościół szpitalny Świętego Ducha. W innym miejscu, przy skrzyżowaniu współczesnych ulic Opieszyn i Kościuszki, w latach 1894–1895 wybudowano neogotycki kościół ewangelicki, obecnie rzymskokatolicki Kościół Świętego Ducha.